# Judith Herzberg

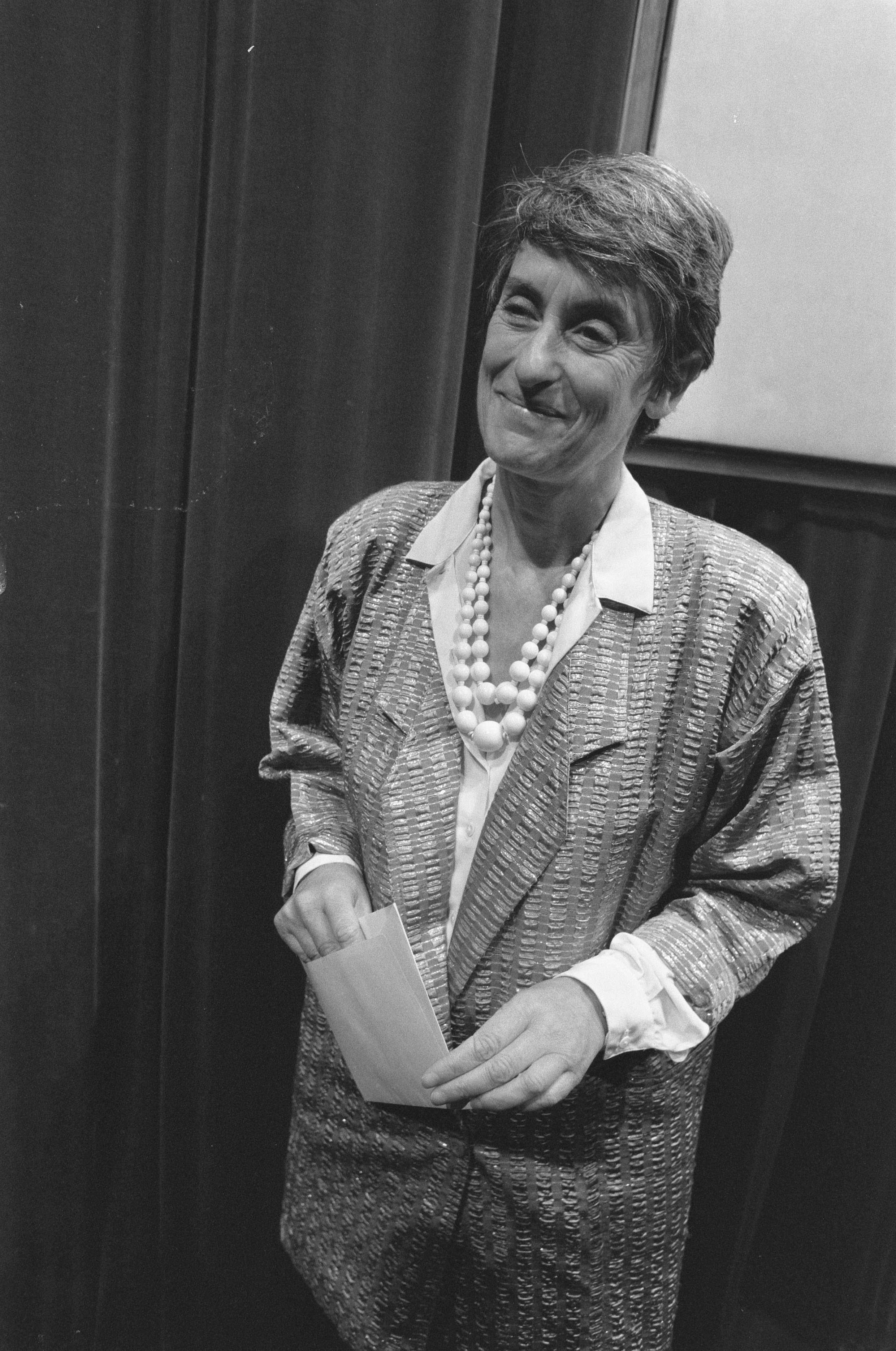
Judith Herzberg (1988)

Judith Herzberg (* 4. November 1934 in Amsterdam; gebürtig Judith Frieda Lina Herzberg) ist eine niederländische Schriftstellerin, Lyrikerin und Bühnenautorin.

## Leben
Die Tochter des Schriftstellers und Rechtsanwalts Abel Jacob Herzberg und seiner Frau Thea Loeb-Herzberg überlebte die Judenverfolgung während der deutschen Besatzungszeit bei nichtjüdischen Pflegeeltern auf dem Land. Ihre erste Arbeit erschien 1961 in der niederländischen Wochenzeitschrift Vrij Nederland. 1963 veröffentlichte sie mit Zeepost ihren ersten Gedichtband, dem weitere folgten.
1972 erschien ihr erstes Theaterstück Die Tür stand offen. Sie schrieb auch Drehbücher zu Filmen, von denen besonders 1981 Charlotte S. über das Schicksal der jüdischen Malerin Charlotte Salomon beachtet wurde. Sie erhielt dafür den Bayerischen Filmpreis.
Mehrere ihrer Werke beschäftigen sich mit dem Thema Holocaust, darunter Leas Hochzeit, das in 83 Einzelszenen vom Schicksal der Holocaust-Überlebenden handelt. Herzberg unterrichtet als Dozentin an den Filmhochschulen in Amsterdam und Jerusalem. Sie verfasste auch einige Stücke für Kinder und übersetzte Werke von Euripides, August Strindberg, Ernst Jandl und Maxim Gorki.
Herzberg lebt in Amsterdam und Jerusalem und ist bis heute politisch engagiert. So veröffentlichte sie 2006 ein Protestgedicht über Taida Pasić, das Mädchen aus dem Kosovo, das im April 2006 aus den Niederlanden ausgewiesen wurde.

## Veröffentlichungen (Auswahl)

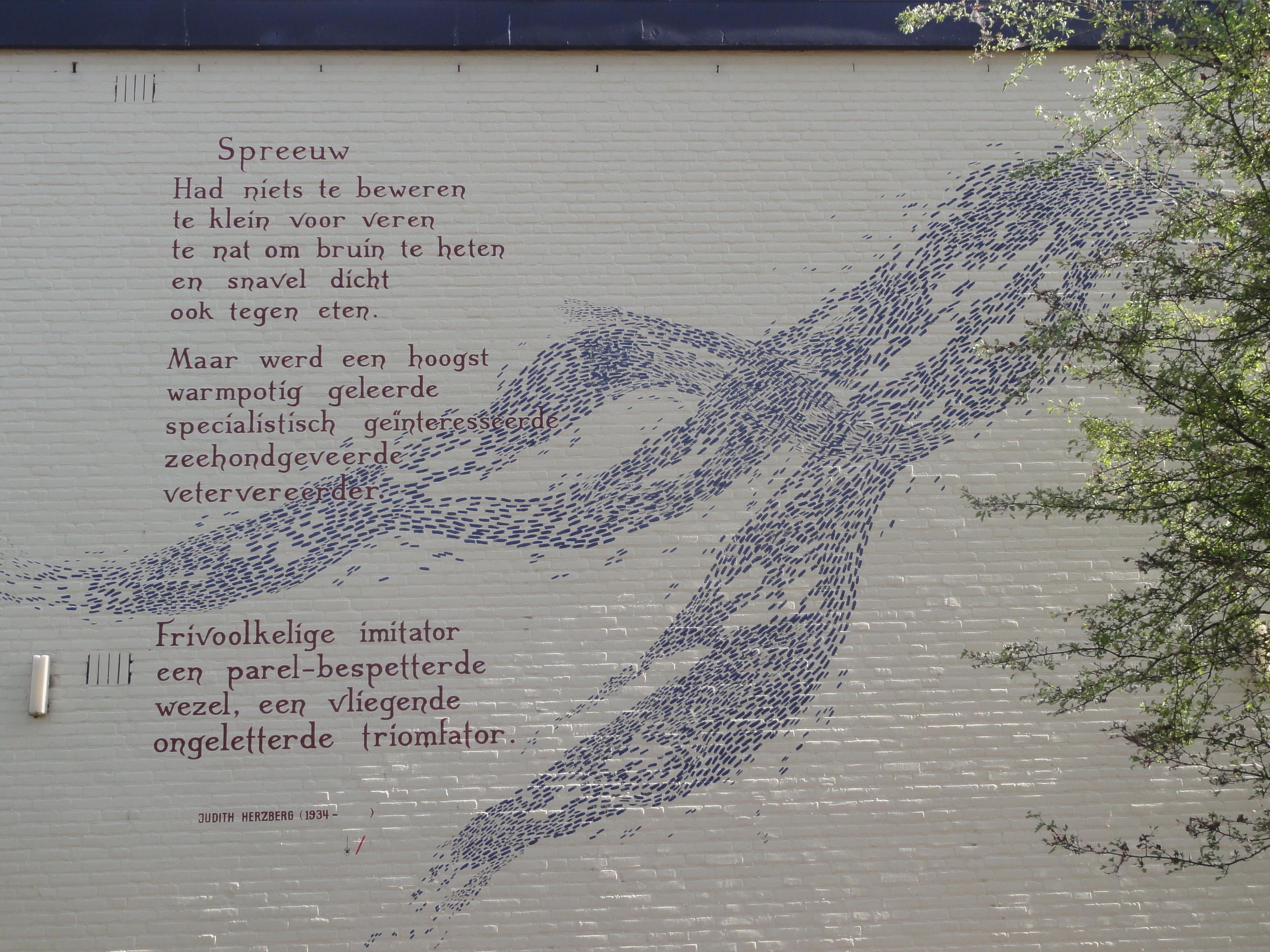
Mauergedicht in Leiden

- 1972: Die Tür stand offen (De deur stond open, Theaterstück)
- 1982: Auf dem Tanzboden / Schadenfreude (Theaterstück)
- 1982: Leas Hochzeit (Leedvermaak, Theaterstück)
- 1984: Zwischen Eiszeiten (Ausgewählte Gedichte). Deutsch von Maria Csollány. Straelener Manuskripte
- 1985: Und/Oder (En/of, Theaterstück)
- 1986: Mark (Merg, Theaterstück, ursprünglich Libretto)
- 1986: Tagesreste (Gedichte – Auswahl aus 20 Jahren)
- 1986: Die kleine Seejungfrau (De kleine zeemeermin, Theaterstück)
- 1987: Der Karakal (De Caracal. Een monoloog, Theaterstück)
- 1992: Tohuwabohu (Kras, Theaterstück)
- 1992: Frühling, ach ja (Theaterstück)
- 1992: Ein guter Kopf (Een goed hoofd, Theaterstück)
- 1993: Knistern (Gedichte und Prosa)
- 1996: Heftgarn (Rijgdraad, Theaterstück)
- 2001: Dinge (Gedichte)
- 2001: Die Nichtsfabrik (De niets-fabriek, Theaterstück)
- 2004: Vielleicht Reisen (Thuisreis, Theaterstück)

## Drehbücher
- 1979: Een Vrouw als Eva
- 1980: Charlotte
- 1982: Het Verleden
- 1989: Leas Hochzeit (Leedvermaak, nur Vorlage)
- 2001: Qui vive

## Auszeichnungen
- 1980: Jan-Campert-Preis für Theater und Bayerischer Filmpreis für das Drehbuch zum Film Charlotte S
- 1981: Jan-Campert-Preis für Lyrik
- 1982: Kritikpreis für Leas Hochzeit
- 1984: Joost-van-den-Vondel-Preis der Stiftung F.V.S., Hamburg, für ihr Gesamtwerk
- 1988: Cestoda-Preis und
- 1988: Charlotte-Köhler-Preis für Leas Hochzeit
- 1989: Niederländisch-Flämischer Theaterpreis für Tohuwabohu
- 1994: Constantijn Huygensprijs
- 2018: Prijs der Nederlandse Letteren (Preis der Niederländischen Literatur)
- 2022: Horst-Bienek-Preis für Lyrik[1]